# تيم ريتشاردسون
تيم ريتشاردسون (بالإنجليزية: Tim Richardson)‏ هو سياسي أسترالي، ولد في 18 سبتمبر 1988. حزبياً، نشط في حزب العمل الأسترالي (فرع فكتوريا) ‏. وقد انتخب عضو الجمعية التشريعية فيكتوريا عن دائرة Electoral district of Mordialloc ‏ (29 نوفمبر 2014 – ).